# Crotalaria pittardiana
Crotalaria pittardiana är en ärtväxtart som beskrevs av Antonio Rocha da Torre. Crotalaria pittardiana ingår i släktet sunnhampor, och familjen ärtväxter. Inga underarter finns listade i Catalogue of Life.